# Prosser (Washington)
Pour les articles homonymes, voir Prosser.
La ville de Prosser est le siège du comté de Benton, situé dans l'État de Washington, aux États-Unis. Sa population s’élevait à 5 714 habitants lors du recensement de 2010, estimée à 5 869 habitants en 2015.

## Démographie
| Groupe            | Prosser | Washington | États-Unis |
| ----------------- | ------- | ---------- | ---------- |
| Blancs            | 76,1    | 77,3       | 72,4       |
| Métis             | 3,2     | 4,7        | 2,9        |
| Asiatiques        | 2,0     | 7,2        | 4,8        |
| Autres            | 17,7    | 5,8        | 6,4        |
| Afro-Américains   | 0,5     | 3,6        | 12,6       |
| Amérindiens       | 0,5     | 1,5        | 0,9        |
| Total             | 100     | 100        | 100        |
|                   |         |            |            |
| Latino-Américains | 37,2    | 11,2       | 16,7       |

Selon l'American Community Survey, pour la période 2011-2015, 69,97 % de la population âgée de plus de 5 ans déclare parler anglais à la maison, alors que 28,40 % déclare parler l'espagnol et 1,63 % une autre langue.

## Source
- (en) Cet article est partiellement ou en totalité issu de l’article de Wikipédia en anglais intitulé « Prosser, Washington » (voir la liste des auteurs).

1. ↑  (en) « Prosser, WA Population - Census 2010 and 2000 », sur censusviewer.com.
2. ↑  (en) « Population of Washington - Census 2010 and 2000 », sur censusviewer.com.
3. ↑  (en) « Language spoken at home by ability to speak english for the population 5 years and over », sur factfinder.census.gov.